# Thecla pan
Thecla pan är en fjärilsart som beskrevs av Dru Drury 1773. Thecla pan ingår i släktet Thecla och familjen juvelvingar. Inga underarter finns listade i Catalogue of Life.